# Пітяска
Пітяска (рум. Piteasca) — село у повіті Ілфов в Румунії. Входить до складу комуни Геняса.
Село розташоване на відстані 19 км на схід від Бухареста, 141 км на південний схід від Брашова.

## Населення
За даними перепису населення 2002 року у селі проживала 1251 особа. Рідною мовою 1250 осіб (99,9%) назвали румунську.
Національний склад населення села:
| Національність | Кількість осіб | Відсоток |
| -------------- | -------------- | -------- |
| румуни         | 935            | 74,7%    |
| цигани         | 316            | 25,3%    |